# Hobbyscoop
Hobbyscoop was een Nederlands radioprogramma dat van 1970 tot 1993 werd uitgezonden en zich richtte op geluidsfreaks, radioamateurs en DX'ers, later ook op ICT'ers.
Het werd achtereenvolgens door de NOS op Hilversum 2 uitgezonden, later door Teleac. Er verscheen van 1993 tot 2001 een tv-versie, genaamd Telescoop.
De presentatie was steeds in handen van Ingrid Drissen; later voegde ICT-expert Herbert Blankesteijn zich erbij. 
In de periode juli 1984 en oktober 1992 verzorgde Bert Klaver de media- en omroeptechnische gerelateerde onderwerpen. Naar aanleiding van een speciale uitzending (op 3 februari 1988) over de mogelijke stralingsgevaren van radio- en televisiezenders voor de gezondheid van mens en dier werden, vanuit Kamervragen en naderhand op advies van de Gezondheidsraad, strenge normen opgesteld voor de maximale straling in de buurt van deze zenders. 
Heel bekend waren de door Hobbyscoop georganiseerde ballon-vossenjachten, het relaisstation PI2NOS in de KPN-communicatietoren vlak naast het Omroeppark in Hilversum, stereotesten en de Basicode (afgeleid van BASIC). In de laatste computertaal verschenen programmaatjes die menigeen op cassettebandje opnam en later downloadde op de eigen huiscomputer. Op de single Let's get digital van What Fun! uit 1984 stond zelfs het groepslogo in Basicode op de singlegroef geperst.
Sinds het afvoeren van het programma in 1993 hebben enthousiastelingen een Stichting Scoop Hobbyfonds opgericht om de herinnering levend te houden.